# La loca de las bolsas
La loca de las bolsas es un libro infantil de fantasía del escritor peruano Jorge Eslava. Fue publicado en 1999 y reimprimida en 2004 por la editorial Alfaguara Infantil y Juvenil.

## Argumento
Pablo es un niño al que le da sarampión. Esta enfermedad lo hace alucinar y sumergirse en una gran pesadilla. Recorre cementerios, conoce momias y hasta lo tienen que exorcizar. Ve a su doctor como un demonio de tres pezuñas, a la enfermera como una bruja malvada y a sus padres como los cómplices de esta historia de horror. Sin embargo, él responsabiliza de este sufrimiento a su abuela, a quien su padre llama, irónicamente, la loca de las bolsas. Pablo la alucina como una bruja terrible que convierte las cabezas de los niños en pelotas. Finalmente, Pablo se recupera. Entonces, descubrimos que él quiere mucho a su abuela, una persona muy peculiar, a la que le gusta asustar y decir palabras extrañas. Ella lleva muchas bolsas con regalos para sus veintitrés nietos.